# Beznábojnicové střelivo

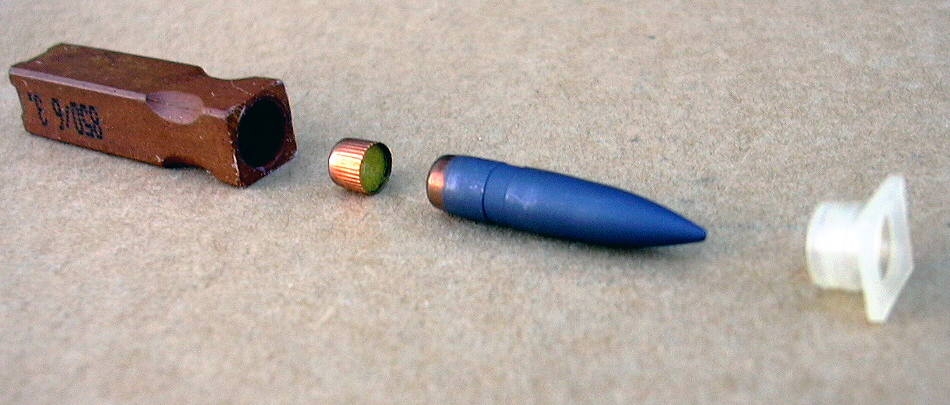
Rozebrané beznábojnicové střelivo 4.73x33 mm (např. Heckler & Koch G11). Zleva: slisovaná výmetná náplň, zápalka, střela a plastový kryt pro centrování střely.

Beznábojnicové střelivo je střelivo do palných zbraní které nepoužívá v sestavě náboje  nábojnici. Funkci spojení komponent náboje plní pak obvykle výmetná náplň, která je provedena ve formě tuhého tělesa. 

## Spalitelné nábojnice
V roce 1812 byl ve Francii udělen patent na jednotný náboj. V průběhu 19. století byly realizovány různé konstrukce nábojů s papírovou nábojnicí. Nespálené zbytky vedly k myšlence zcela spalitelné nábojnice. 
Zkoušely se nábojnice z materiálů, u nichž se záměrně zvyšovala jejich hořlavost. Vysoce hořlavý papír používal například náboj .31-100, který si patentoval v roce 1859 J. Ferguson. V náboji .52 Sharps byla použita chemicky upravená textilie. Tento náboj byl použit do Sharpsovy vojenské pušky, která se používala ještě v průběhu občanské války Sever proti Jihu v USA.

## Nábojnice tvořené výmetnou náplní
Nábojnici slisovanou z výmetné náplně (černého prachu) si patentovali R. O. Dorem a B. L. Budd. Výmetná náplň byla nalisována na hrot, který vystupoval z olověné střely. 
Za druhé světové války zkoušela z důvodu úspory materiálu vyvinout beznábojnicový náboj ráže 7,92 mm německá výzbrojní správa, ale jeho vývoj nebyl do konce války ukončen. Problémem byly samozápaly výmetné náplně od zahřáté nábojové komory. Vývoj pokračoval po válce ve Španělsku v Centro de Estudios Technicos de Materiáles Especiales (Středisko pro studium speciálních materiálů).  
V padesátých letech probíhal vývoj ve Zbrojovce Brno, ale byl zastaven. Podobně skončil i vývoj prováděný v šedesátých a sedmdesátých letech v USA. 
V sedmdesátých letech započal ve spolupráci firem Heckler & Koch a Dynamit Nobel vývojový program beznábojnicového střeliva původně značeného jako 4,7 x 21DE a nové útočné pušky pro toto střelivo.
Útočná puška typu G11 vyrobená firmou Heckler & Koch měla nahradit útočnou pušku G3.  Puška G11 prošla fází několika prototypů i etap testování, ale po sjednocení Německa k plánovanému zavedení do výzbroje německé armády nedošlo. 
Do sériové výroby byly zavedeny náboje .22 Daisy. Byly určeny pro vzduchové zbraně a výmetná náplň byla zažehnuta silně zahřátým stlačeným vzduchem při výstřelu. Výroba byla zastavena v roce 1974.